# 万良适
万良适（1935年11月—2012年8月4日），男，湖北随州人，中华人民共和国政治人物。

## 生平
1983年5月，任山西省轻工业厅副厅长。1985年12月，任中共太原市委常委、太原市人民政府副市长。1988年2月，任太原市委副书记、市长，1991年3月后任中共山西省委秘书长，1992年2月至1996年2月任省委常委。1998年，任山西省第八届政协副主席。